# Winnica (stacja kolejowa na Ukrainie)
Winnica – główna stacja kolejowa w miejscowości Winnica na Ukrainie.

## Połączenia
Stacja Winnica oferuje wiele połączeń nocnych i dziennych.
Od 2017 roku odjeżdżają stąd bezpośrednie pociągi do Przemyśla (relacja Kijów-Przemyśl).